# Savana (diari)
Savana és un setmanari de Moçambic en portuguès. El diari és publicat per Mediacoop, una cooperativa lliure de periodistes de Maputo. Savana és un dels diaris més coneguts a nivell nacional de Moçambic.
En el panorama mediàtic de Moçambic Savana té un paper molt crític amb el govern de Moçambic, raó per la qual alguns periodistes han rebut amenaces. Alguns crítics afirmen que Savana és “massa crític” i “antigovernamental” i que els seus reportatges no són gaire objectius.
El periòdic Savana fou fundat el 1993 pel periodista Carlos Cardoso, que va deixar la redacció del periòdic en 1999 per fundar un nou periòdic (Metical).
El director de la publicació és Francisco Lima, qui en 2008 va rebre pel seu treball com a periodista el premi CNN Multichoice African Journalist Award en la categoria de “mitjans en Portuguès”